# Laroque-de-Fa
Laroque-de-Fa település Franciaországban, Aude megyében. Lakosainak száma 141 fő (2022. január 1.). Laroque-de-Fa Auriac, Davejean, Dernacueillette, Félines-Termenès, Massac, Mouthoumet és Termes községekkel határos.

## Népesség
A település népessége az elmúlt években az alábbi módon változott:
| Lakosok száma | 99   | 152  | 154  | 151  | 144  | 148  | 151  | 151  | 150  | 141  |
|               | 1968 | 1982 | 1990 | 2006 | 2013 | 2015 | 2017 | 2019 | 2020 | 2022 |